# Nívio Leite Magalhães

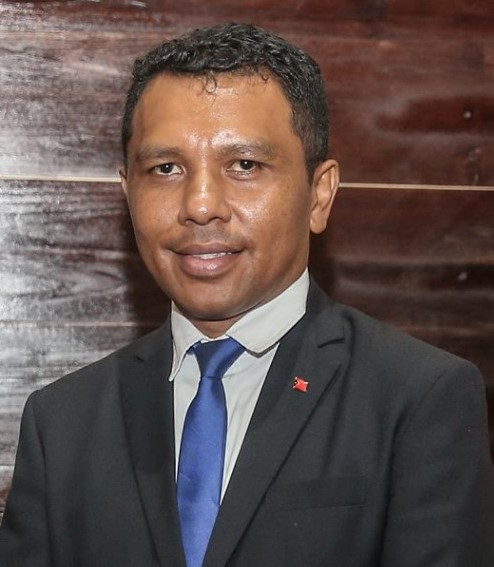
Nívio Leite Magalhães (2020)

Nívio Leite Magalhães (* 30. Januar 1981) ist ein Diplomat und Politiker aus Osttimor. Er ist Mitglied der Partido Democrático (PD).

## Familie
Magalhães stammt aus Maliana, der Hauptstadt der Gemeinde Bobonaro im Westen des Landes. Er ist einer von vier Söhnen von Manuel Magalhães und Regina Cardoso Gouveia Leita, die noch fünf Töchter hatten. Ein Bruder von Nívio ist der PLP-Politiker Fidelis Leite Magalhães.

## Werdegang

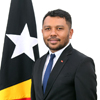
Nívio Leite Magalhães

Aufgrund der Gewaltwelle nach dem Unabhängigkeitsreferendum in Osttimor 1999 musste die Familie aus Maliana nach Dili fliehen, nachdem der Vater Manuel Magalhães verhaftet und das Haus zerstört worden war. Später wurde der Vater ermordet.
Nach der Schule in Dili studierte Magalhães an der University of Limerick, wo er mit einem Master of Arts in Friedens- und Entwicklungsstudien abschloss. An der Universität Malaya erhielt er den Master of Strategic and Defence Studies und studierte zudem an der Victoria University in Melbourne (2002).
Bis 2017 war Magalhães Administrator des Nationalen Logistikzentrums (tetum Centru Logistiku Nasional CLN). Bei den Parlamentswahlen in Osttimor 2017 trat Magalhães auf der Kandidatenliste der PD auf dem aussichtslosen Platz 29 an.
Am 3. Oktober 2017 wurde  Magalhães von Staatspräsident Francisco Guterres zum neuen Staatssekretär für Jugend und Arbeit der VII. Regierung Osttimors vereidigt. Seine Amtszeit endete mit Antritt der VIII. Regierung Osttimors am 22. Juni 2018.
Am 13. März 2024 wurde Magalhães zum osttimoresischen Botschafter in Kuba vereidigt.